# 南風原郵便局
南風原郵便局（はえばるゆうびんきょく）は沖縄県島尻郡南風原町にある郵便局である。民営化以前の分類では集配特定郵便局であった。
本記事では、当局の集配部門を前身とする南風原中郵便局（はえばるなかゆうびんきょく）についても併せて記述する。

## 概要
住所
〒901-1111 沖縄県島尻郡南風原町兼城723（南風原郵便局）
〒901-1199 沖縄県島尻郡南風原町兼城684-9（南風原中郵便局）（北緯26度11分32.8秒 東経127度43分42.5秒 / 北緯26.192444度 東経127.728472度）
民営化直前の、集配業務再編において、多くの集配特定郵便局は配達センターとなったが、当局は地域郵便輸送の拠点として統括センターとされたため、民営化に際し郵便事業株式会社の支店が併設された。しかし、2010年（平成22年）7月20日に当局のみ移転となったため、郵便局会社単独店舗となった（郵便事業南風原支店は移転せず）。
その後、2012年（平成24年）10月1日に、郵便事業株式会社と郵便局株式会社が統合され日本郵便株式会社が発足したことに伴い、郵便事業南風原支店は南風原中郵便局となった。

## 沿革
南風原郵便局
- 1917年（大正6年）11月1日 - 開局。
- 1945年（昭和20年） - 沖縄が、米軍統治下に入る。
- 1972年（昭和47年）5月15日 - 沖縄返還に伴い、郵政省沖縄郵政管理事務所管轄の集配特定郵便局である南風原郵便局として設置[1]。
- 2007年（平成19年）10月1日 - 民営化に伴い、併設された郵便事業南風原支店に一部業務を移管。
- 2010年（平成22年）7月20日 - 南風原町兼城684-9から兼城723に移転。同日、郵便番号を〒901-1199から〒901-1111に変更[2]。
- 2017年（平成29年）10月16日 - 投資信託の取り扱いを開始予定[3]。

南風原中郵便局
- 2010年（平成22年）7月20日 - 南風原郵便局の移転に伴い、郵便事業南風原支店が単独立地となる。
- 2012年（平成24年）10月1日 - 日本郵便株式会社の発足に伴い、郵便事業南風原支店が南風原中郵便局となる。

## 取扱内容

### 南風原郵便局
- 郵便、印紙、ゆうパック、内容証明
- 貯金、為替、振替、振込、国際送金、国債
- 生命保険、バイク自賠責保険、がん保険、引受条件緩和型医療保険
- ゆうちょ銀行ATM

### 南風原中郵便局
- 「901-11xx」区域（島尻郡南風原町内）の集配業務
- ゆうゆう窓口

## 周辺
- 南風原町役場
- 沖縄県立沖縄盲学校
- 南風原町立南風原中学校
- 南風原町立南風原小学校

## アクセス
- 沖縄バス 南風原町役場前停留所下車
- 那覇空港自動車道 南風原北ICから南西へ約1.5km
- 国道329号 兼城交差点を南に折れて約300m
- 駐車場あり：6台